# Gil Vicente

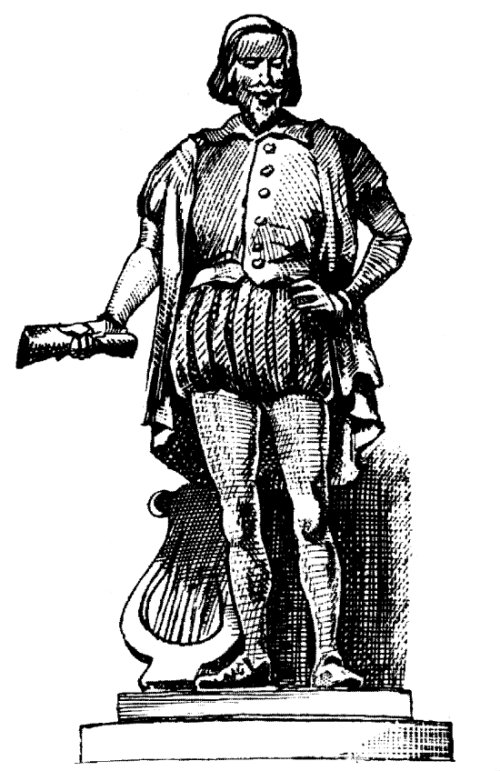
Gil Vicente, tal como se acostumbra representar.

Gil Vicente (1465-1536?) fue el primer gran dramaturgo portugués y poeta de renombre. Se le identifica también con el joyero autor de la Custodia de Belém, balanzario y con el maestro de retórica del rey Don Manuel. Como hombre de teatro, parece también haber desempeñado las tareas de músico, actor y director. Es considerado frecuentemente, de una forma general, el padre del teatro portugués y también del teatro español, ya que también escribió en castellano, y compartió la paternidad de la dramaturgia española con Juan del Encina.
La obra vicentina se considera reflejo del cambio de los tiempos y el paso de la Edad Media al Renacimiento, un balance de una época en la que las jerarquías y el orden social eran regidos por reglas inflexibles, hacia una nueva sociedad donde se comienza (muy vagamente, claro, y apenas en su vertiente teatral) a subvertir el orden instituido. Fue, de hecho, el principal representante de la literatura renacentista portuguesa, anterior a Camões, e incorporó elementos populares en su escritura, que a su vez influyó en la cultura popular portuguesa.

## Vida
A pesar de considerarse la fecha más probable para su nacimiento la de 1465 -hipótesis defendida, entre otros, por Queirós Veloso- no se asegura que sea del todo cierta, de hecho, si nos basáramos en las informaciones contenidas en la propia obra del autor, encontraríamos contradicciones. El Viejo de la Huerta, el Bosque de Engaños o el Auto de la Fiesta, indican 1452, 1470 y antes de 1467, respectivamente. Desde que discurrieran, en 1965, las festividades oficiales conmemorativas del quinto centenario del nacimiento del dramaturgo, se acepta 1465 de forma casi unánime.

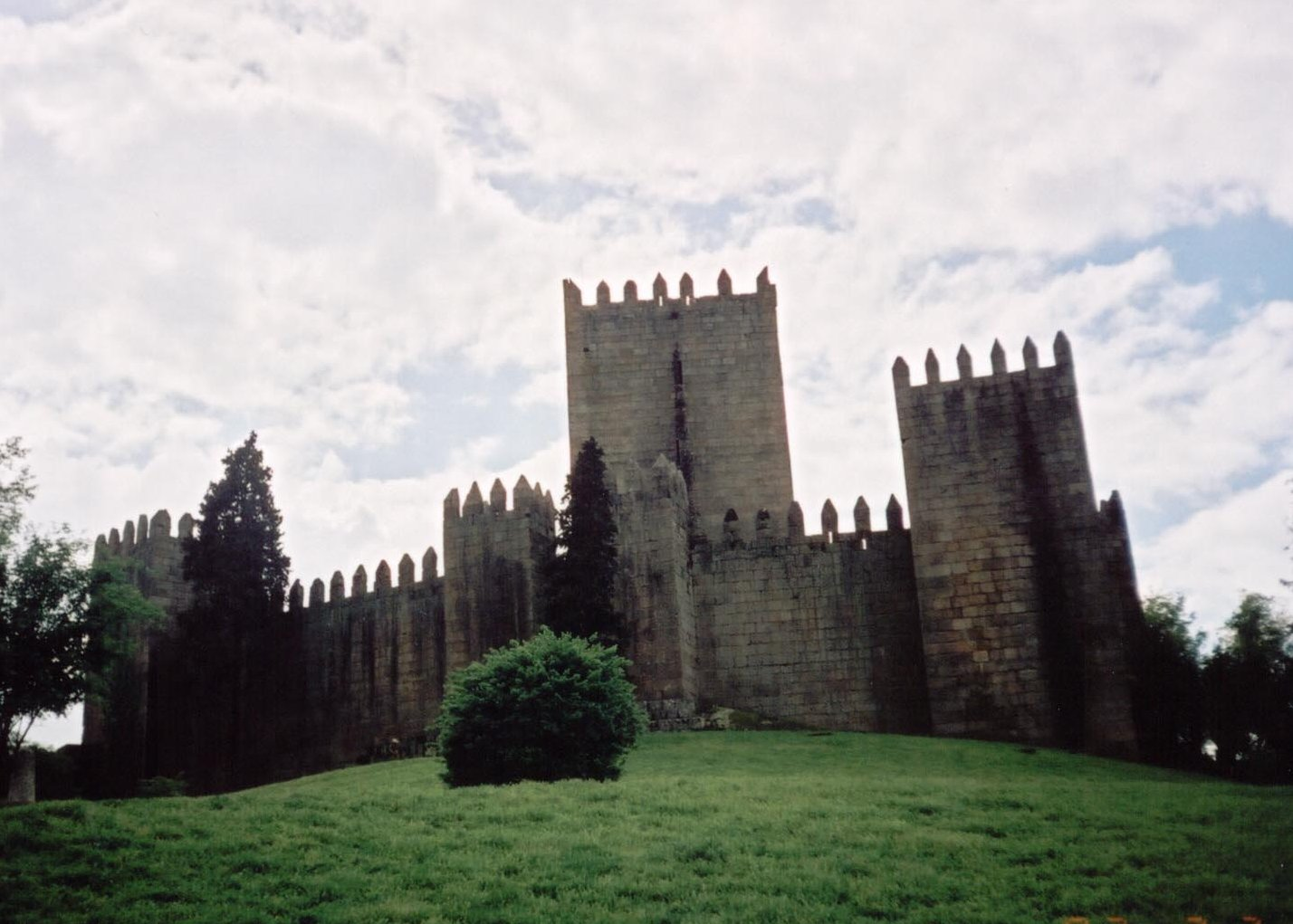
Guimarães: uno de los lugares que reclama ser la cuna del dramaturgo.

Frei Pedro de Poiares localizaba su nacimiento en Barcelos, pero hay pocas posibilidades de que así fuese. Pires de Lima propone Guimarães (Chas de Tavares, en Mangualde) como tierra natal del dramaturgo, hipótesis ésta que estaría de acuerdo con la identificación del dramaturgo con el joyero, ya que la ciudad de Guimaraes fue durante mucho tiempo cuna privilegiada de joyeros. El pueblo de Guimaraes se muestra favorable a esta hipótesis, como se puede verificar, por ejemplo, en la designación de una de las escuelas del Municipio, que homenajea al autor. Lisboa es en muchas ocasiones designada también como el lugar correcto. Otros, en cambio, indican las Beiras como lugar de nacimiento. De hecho, se encuentran varias referencias a esta área geográfica de Portugal, tanto en la toponimia como por la forma de hablar de los personajes.

### Datos biográficos
Se sabe que se casó con Branca Bezerra, de quien nacieron Gaspar (que murió en 1519) y Belchior (nacido en 1505). Después de enviudar, se casó con Melícia Roiz de quien tuvo a Paula Vicente (1519-1576), Luís Vicente (que organizó la compilación de sus obras) y Valéria. Se presume que había estudiado en Salamanca.

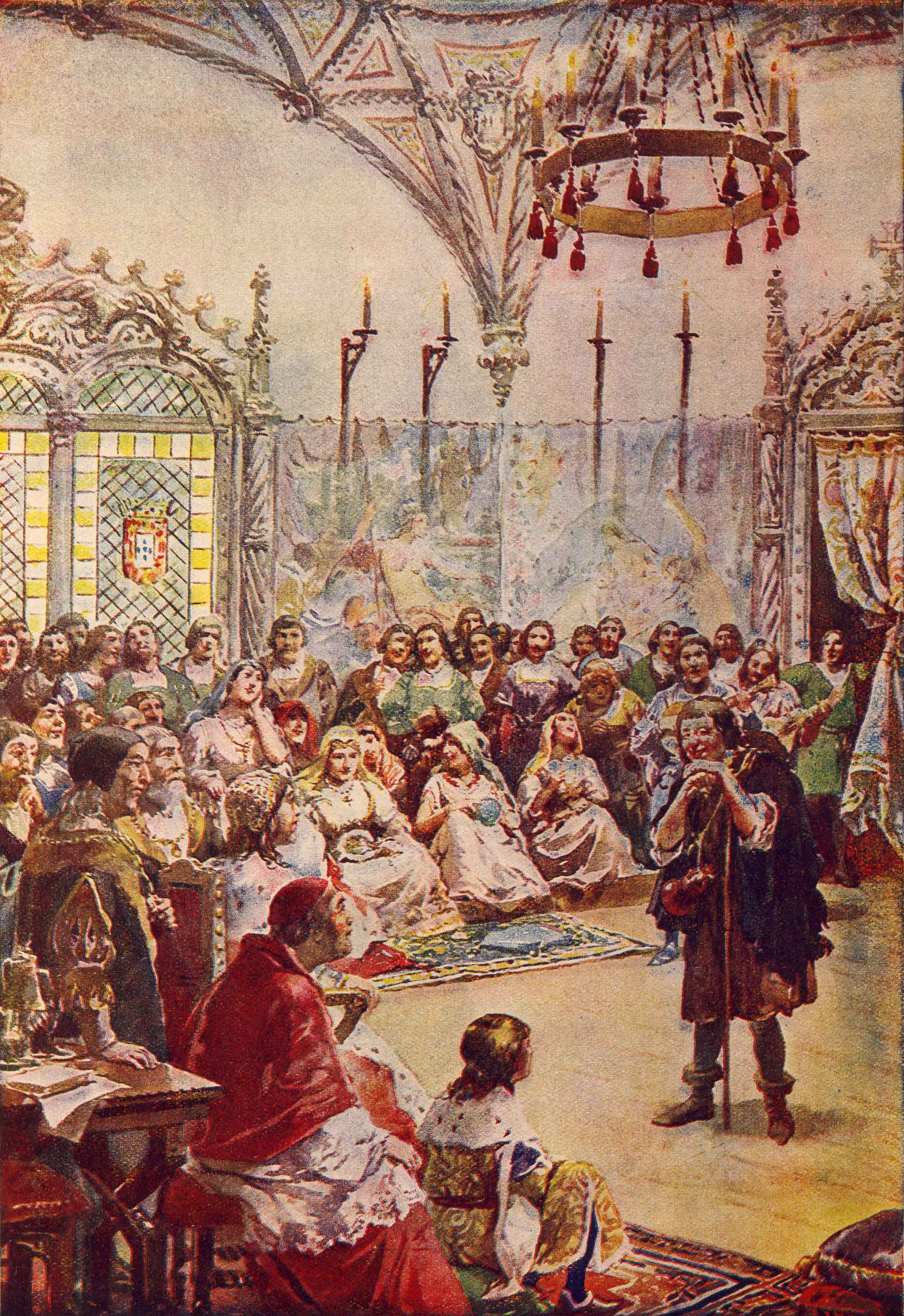
El Monólogo del vaquero, como habría sido representado por el propio Gil Vicente, de acuerdo con la visión del pintor portugués Roque Gameiro.

Su primer trabajo conocido, la pieza en castellano El monólogo del vaquero, fue representada en los aposentos de Doña María, mujer de Don Manuel, para celebrar el nacimiento de D. Juan III, siendo esta representación considerada como el punto de partida de la historia del teatro portugués. Ocurrió esto en la noche del 8 de junio de 1502, con la presencia, además del rey y la reina, de Doña Leonor, viuda de D. Juan II y Doña Beatriz, madre del rey. Se convirtió, entonces, en responsable de la organización de los eventos de palacio. Doña Leonor pidió al dramaturgo la repetición de la pieza por las mañanas de Navidad, pero el autor, considerando que la ocasión pedía otro tratamiento, escribió el Auto pastoril castellano. De hecho, el Auto de la Visitación tiene elementos claramente inspirados en la «adoración de los pastores», de acuerdo con los relatos del nacimiento de Cristo. La escenificación incluía una ofrenda de prendas simples y rústicas, como quesos, al futuro rey, al cual se le presagiaban grandes hechos. Gil Vicente que, además de haber escrito la pieza, también escenificó y representó, usó, con todo, el cuadro religioso navideño en una perspectiva profana. Ante el interés de Doña Leonor, que se convirtió en su gran protectora en los años siguientes, Gil Vicente adquirió idea de que su talento le permitiría algo más que adaptar simplemente la pieza a ocasiones diversas, aunque semejantes.
Si fue realmente joyero, acabó su obra prima en este arte —La Custodia de Belem, hecha para el Monasterio de los Jerónimos— en 1506, producida con el primer oro venido de Mozambique. Tres años después, este mismo joyero se convirtió en administrador del patrimonio de joyería en el Convento de Cristo, en Tomar, Nuestra Señora de Belém y en el Hospital de Todos los Santos, en Lisboa. Se consigue aún depurar algunas fechas en relación con este personaje que tanto pueden ser uno como múltiples: en 1511 es nombrado vasao del Rey y, un año después, se sabe que era representante de la bandera de los joyeros en la Casa de los Veinticuatro. En 1513, el maestro de la balanza de la Casa de la Moneda, también de nombre Gil Vicente (si es el mismo o no, como ya se ha dicho, no se sabe), fue elegido por otros maestros para representarlos en el Concejo de Lisboa.
Será él quien dirija los festejos en honor de Doña Leonor, la tercera mujer de Don Manuel, en 1520, un año antes de pasar a servir a Juan III de Portugal, conseguido el prestigio del cual se valdría para permitirse satirizar al clero y la nobleza en sus obras o para dirigirse al monarca criticando sus decisiones, como hizo en 1531, a través de una carta al rey, donde defiende a los cristianos nuevos.
Murió en lugar desconocido, tal vez en 1536, porque a partir de esa fecha se deja de encontrar cualquier referencia a su nombre en los documentos de la época, salvo que hubiese dejado de escribir a partir de esta fecha.

## Contexto histórico

### El teatro portugués antes de Gil Vicente

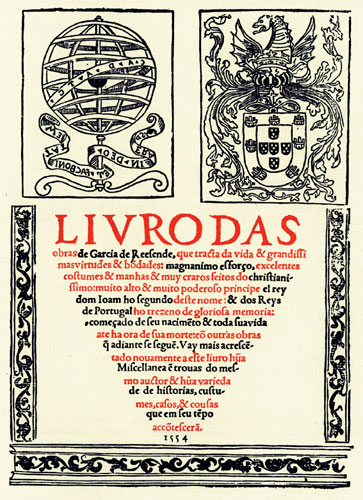
Obras de Garcia de Resende, donde se incluye la Mixcelania donde se defiende para Gil Vicente la paternidad del teatro portugués.

El teatro portugués no nació con Gil Vicente. Ese mito, creado por varios autores de renombre, como Garcia de Resende, en su Miscelânia, o su propio hijo, Luís Vicente, con ocasión de la primera edición de la «Compilación» de la obra completa de su padre, podrá justificarse por la importancia innegable del autor en el contexto literario peninsular, pero no es del todo cierto ya que existían manifestaciones teatrales antes de la noche del 7 al 8 de junio de 1502, fecha de la primera representación del Auto del vaquero o Auto de la visitación, en los aposentos de la reina.
Ya en el reinado de Sancho I, los dos más antiguos actores portugueses, Bonamis y Acompaniado, realizaron un espectáculo de «arremedilho», y fueron pagados por el rey con una donación de tierras. El arzobispo de Braga, Don Frei Telo, se refiere, en un documento de 1281, a representaciones litúrgicas con ocasión de las principales festividades católicas. En 1451, la boda de la infanta Doña Leonor con el emperador Federico III de Alemania fue acompañado también de representaciones teatrales. Según las crónicas portuguesas de Fernan Lopes, Zurara, Rui de Pina o Garcia de Resende, también en las cortes de D. Juan I, D. Alfonso V y D. Juan II, se hacían escenificaciones espectaculares. Rui de Pina se refiere, por ejemplo, a un «momo», en que Don Juan II participó personalmente, haciendo el papel de «Caballero del Cisne», en un escenario de ondas agitadas (formadas con paños), en una flota de naves que causó espanto entrando sala adentro acompañado del sonido de trompetas, timbales y artillería y música ejecutada por «menestreis», además de una tripulación compuesta por actores vestidos de forma espectacular.
Con todo, poco queda de los textos dramáticos pre-vicentinos. Además de las églogas dialogadas de Bernardim Ribeiro, Cristovao Falcao y Sá de Miranda, André Días publicó en 1435 un «Pranto de Santa María» considerado un esbozo razonable de un drama litúrgico. En el Cancionero General de Garcia de Resende existen algunos textos también significativos, como el Entremes del Angel (así llamado por Teófilo Braga), de D. Francisco de Portugal, Conde de Vimioso, o las canciones de Anrique da Mota (o Farsa del alfaiate), según Leite de Vasconcelos, dedicados a temas y personajes socarrones como «un clérigo sobre una pipa de vino que se le fue por el suelo», entre otros episodios divertidos. Es probable que Gil Vicente hubiera asistido a algunas de estas representaciones. Con todo, sin duda alguna, las supera en maestría y en profundidad, tal como diría Marcelino Menéndez Pelayo que le consideraba la «figura más importante de los primitivos dramaturgos peninsulares» y llegó a afirmar que no había «quien lo superase en la Europa de su tiempo».

## Obra

### Características principales

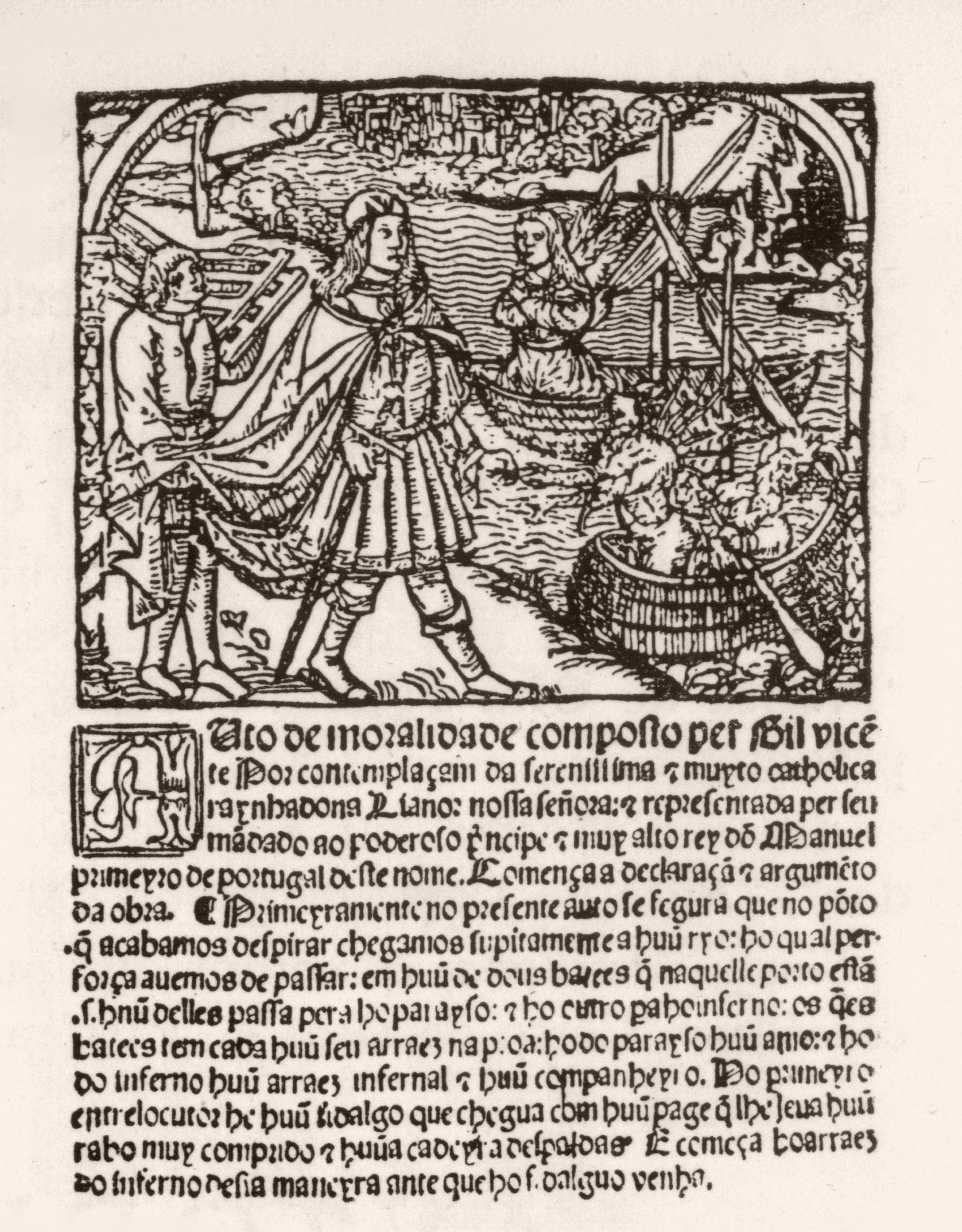
Ilustración de la edición original del Auto de la Barca del Infierno.

Su obra viene a continuación del teatro ibérico popular y religioso que ya se hacía, aunque de forma menos profunda. Los temas pastoriles, presentes en la literatura de Juan del Encina, van a influir fuertemente en su primera fase de producción teatral y permanecerán esporádicamente en su obra posterior, de mayor diversidad temática y sofisticación de medios. De hecho, su obra tiene una vasta diversidad de formas: el auto pastoril, la alegoría religiosa, narrativas bíblicas, farsas episódicas y autos narrativos. Su hijo, Vasco Vicente, en la primera compilación de todas sus obras, las clasificó en autos y misterios (de carácter sagrado y devocional) y en farsas, comedias y tragicomedias (de carácter profano). Aun así, cualquier clasificación es reductora, de hecho, basta pensar en la Trilogía de las Barcas para verificar como elementos de farsa (los personajes que van apareciendo, hace poco salidos de este mundo) se mezclan con elementos alegóricos religiosos y místicos (el Bien y el Mal).

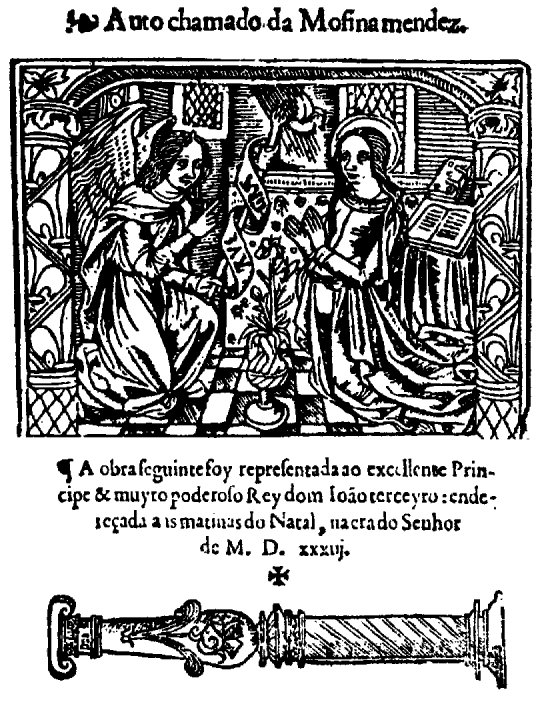
Auto de Mofina Mendes, donde se incluye una anunciación, de acuerdo con los temas marianos, del gusto del autor.

Gil Vicente retrató, con refinada comicidad, la sociedad portuguesa del siglo XVI, demostrando una capacidad aguda de observación al trazar el perfil psicológico de los personajes. Crítico severo de las costumbres, de acuerdo con la máxima que sería dictada por Molière («Ridendo castigat mores» - riendo se castigan las costumbres), Gil Vicente es también uno de los más importantes autores satíricos de la lengua portuguesa. En 44 piezas, usa gran cantidad de personajes extraídos del espectro social portugués de altura. Es común la presencia de marineros, gitanos, campesinos, hadas y demonios y de referencias - siempre con un lirismo nato - a dialectos y lenguajes populares. Entre sus obras están el Auto Pastoril Castellano (1502) y el Auto de los Reyes Magos (1503), escritas para su representación navideña, y el Auto de la Barca del Infierno (1516), el Auto de la Barca del Purgatorio (1518) y el Auto de la Barca de la Gloria (1519). En 1523 escribe la Farsa de Inês Pereira.
Son generalmente apuntados, como aspectos positivos de sus piezas, la imaginación y originalidad evidenciadas; el sentido dramático y el conocimiento de los aspectos relacionados con la problemática del teatro.
Algunos autores consideran que su espontaneidad, aunque reflejando de forma eficaz los sentimientos colectivos y representando la realidad criticable de la sociedad a la que pertenecía, pierde en reflexión y en perfección. De hecho, su forma de expresión es simple, plana y directa, sin grandes florituras poéticas. Por encima de todo, el autor se expresa de forma inspirada, dionisíaca, y no siempre obedeciendo a principios estéticos y artísticos de equilibrio. Es también versátil en sus manifestaciones: por una pate, parece ser un alma rebelde, temeraria, impiadosa que trata de demostrar los vicios de los otros, casi de la misma forma en que se esperaría de un inconsciente bufón de la corte; por otra parte, se muestra dócil, humano y tierno en su poesía de cariz religioso y cuando trata de defender aquellos a quienes la sociedad maltrata. Su lirismo religioso, de raíz medieval y que muestra influencias de las Cántigas de Santa María está bien presente, por ejemplo, en el Auto de Mofina Mendes, en la escena de la Anunciación, o en una oración recitada por San Agustín en el Auto del Alma. Por ese motivo es, a veces, llamado «el poeta de la Virgen».
Su lirismo patriótico, presente en Exortación de la Guerra, Auto de la fama o Cortes de Júpiter, no se limita a glorificar, en estilo épico y orgulloso, a la nación: de hecho, es crítico y éticamente preocupado, principalmente en lo que respecta a los vicios nacidos de la nueva realidad económica, que se produce con el comercio con Oriente (Auto de la India). El lirismo amoroso, por otro lado, consigue aliar algún erotismo y alguna obscenidad con influencias más eruditas (Petrarca, por ejemplo).